# Кастело ди Кампорагена (Маса-Карара)
Кастело ди Кампорагена је насеље у Италији у округу Маса-Карара, региону Тоскана.
Према процени из 2011. у насељу је живело 8 становника. Насеље се налази на надморској висини од 876 м.